# Danny Power
Danny Power, kanadski rokometaš, * 25. marec 1956, Saint-Jean-sur-Richelieu, Quebec.
Leta 1976 je na poletnih olimpijskih igrah v Montrealu v sestavi kanadske rokometne reprezentance osvojil 11. mesto.